# František Kupka
František Kupka (Opočno, 23 settembre 1871 – Puteaux, 24 giugno 1957) è stato un pittore ceco, fra i maggiori esponenti della pittura astratta e dell'orfismo. Le opere astratte di Kupka nascono dal realismo, poi evoluto in pura arte astratta.

## Biografia
Nacque nel 1871 a Opočno, nella Boemia orientale (allora parte dell'Impero austro-ungarico, oggi nella Repubblica Ceca). 
Dal 1889 al 1892, frequentò l'Accademia di Belle Arti a Praga.  All'epoca la sua pittura era a tema storico e patriottico.
Come molti artisti, iniziò seguendo gli stili appresi all'Accademia, incluso il tardo romanticismo, ancora di moda nelle Accademie di Praga e Vienna. Come dimostra il suo dipinto Veduta di Dobrusa (1889), dipinto nella più grande tradizione artistica. 
Kupka si iscrisse all'Accademia di Belle Arti a Vienna, dove si concentrò su temi allegorici e simbolici. Fu influenzato dal pittore e riformatore sociale Karl Wilhelm Diefenbach (1851–1913). Espose sue opere al Kunstverein di Vienna, nel 1894. 
Il suo coinvolgimento con la Teosofia e la Filosofia Orientale risale a quel periodo. 
Dalla primavera del 1894, Kupka si stabilì a Parigi, dove frequentò l’accademia di belle arti e l’Accademia Julien e studiò poi con Jean-Pierre Laurens all'École des Beaux-Arts.
Dopo essersi trasferito in Francia, la sua produzione artistica si sviluppò indipendentemente, senza una relazione diretta con l’arte ceca. 
L’attività di Kupka è poliedrica, perché realizzò anche numerose illustrazioni in stile Art Nouveau (in questo seguendo con attenzione il suo compatriota Alfons Mucha), in particolare per la rivista Cocorico. Lavorò come illustratore di libri e manifesti e durante i suoi primi anni a Parigi, divenne noto per i suoi disegni satirici per giornali e riviste, fra cui L’Assiette au Beurre e Le Canard Savage.  Ma nel clima agitato della Parigi d’inizio secolo, il modernista Kupka non perse l’occasione d’inserirsi nel dibattito sociale, realizzando numerose illustrazioni a sostegno del suffragio universale, così come di tagliente satira. Nel frattempo studiava anche fisiologia e biologia. 
Nel 1906, si stabilì a Puteaux, un sobborgo di Parigi, e quello stesso anno espose per la prima volta al Salon d'Automne. 
Fu profondamente colpito dal primo Manifesto del Futurismo, pubblicato nel 1909 a Le Figaro e alla fine degli anni Dieci, Kupka abbracciò il concetto coloristico dei Fauves (Gallien’s Gusto 1909-1910, Family Portrait 1910).
Kupka arriva all'astrazione dopo un lungo lavoro di ricerca. Dal 1908, le sue illustrazioni nella sua rivista "Prometheus" riflettono una grande ricerca artistica: l'autore si interroga a lungo sulla prospettiva, facendo molti studi sia nelle sue illustrazioni che anche nei suoi dipinti. Con il suo dipinto "I tasti del pianoforte" del 1909 ha segnato una rottura nel suo stile rappresentativo. Il suo lavoro divenne sempre più astratto intorno al 1910-11, riflettendo le sue teorie sul movimento, il colore e il rapporto tra musica e pittura (l'orfismo). I suoi personaggi diventano gradualmente confusi, come in una fotografia "in movimento". Il movimento e il tempo sono lavorati da ombre e cambiamenti di colore. Tra il 1910 e il 1911 produce un dipinto intitolato "Madame Kupka tra le verticali", sul quale è racchiuso il volto di sua moglie tra le linee verticali. Da quel momento in poi, le forme geometriche si impongono su nella sua arte e nell'astrazione. 
Del 1910 sono le sue prime opere astratte, di impressionante esuberanza cromatica, da lui definite "art inobjectiv", arte inoggettiva, con le quali cercava di raggiungere al di là delle apparenze, una realtà di carattere filosofico o addirittura spiritualista.
Nel 1911, partecipò alle riunioni del Gruppo Puteaux (Sezione d'Oro). Discute di arte, scienza, matematica e vari concetti alla moda, mentre presenta i suoi dipinti e le sue teorie ad altri artisti. Il gruppo è molto interessato a opere cubiste verso le quali Marcel Duchamp, Francis Picabia e Kupka rimangano però scettici, a differenza di Albert Gleizes e John Metzinger che le difendono.

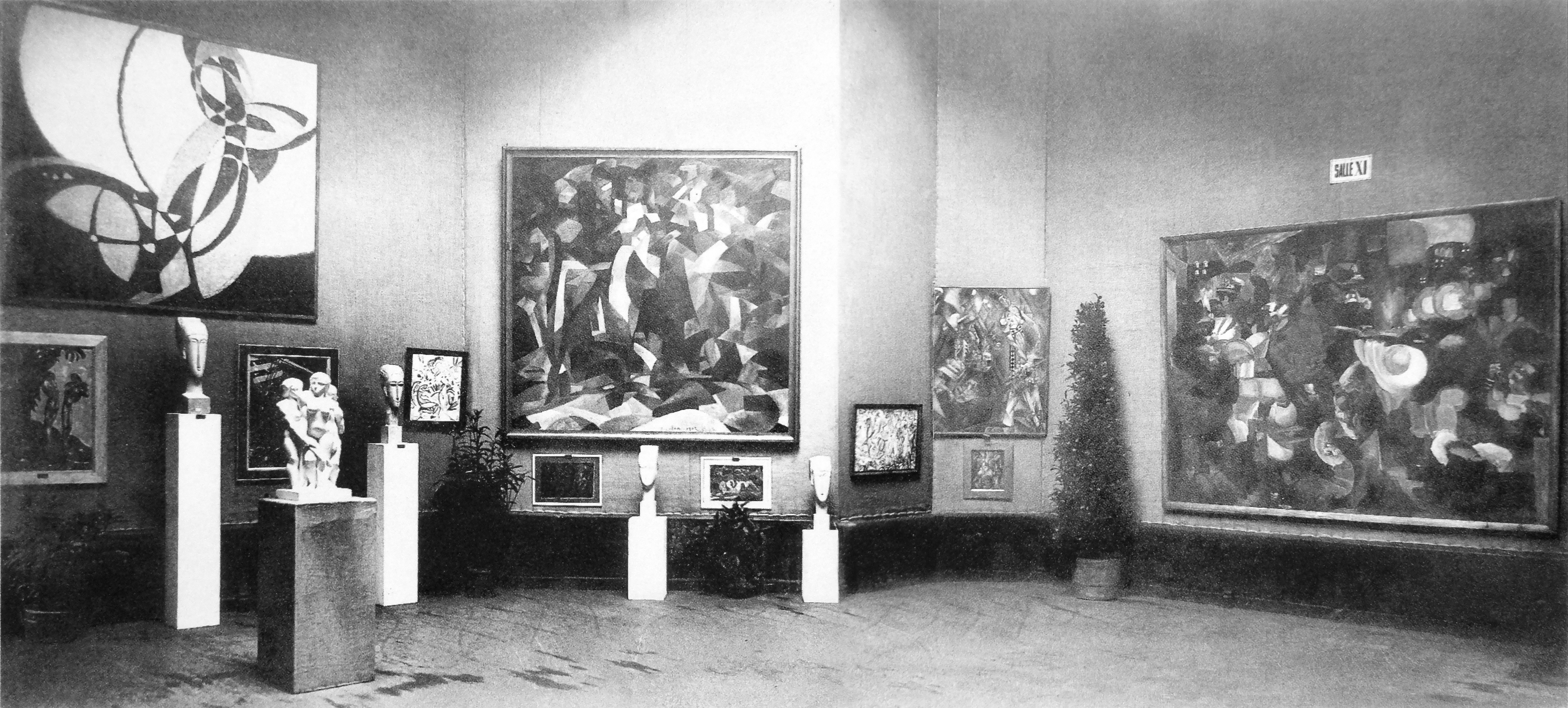
Il "Salon d'Automne" del 1912, tenuto a Parigi al Grand Palais dal 1 ottobre all'8 novembre. "La Fuga in due colori" di Kupka è esposta a sinistra in alto. Altre opere che appaiono nella foto sono: Jean Metzinger (Danseuse au café), Joseph Csaky (Groupe de femmes), Francis Picabia (La Source), Amedeo Modigliani (sculture) e Henri Le Fauconnier (Mountaineers Attacked by Bears).

Nel 1912 espose il suo Amorpha. Fugue à deux couleurs, al Salon des Indépendants nella stanza cubista, sebbene non volesse essere identificato con alcun movimento.
In un periodo storico dove la nuova arte del cinema aveva messo in discussione l'arte raffigurativa Kupka si interessa alle teorie scientifiche di Isaac Newton sui movimenti e le rotazioni dei corpi, e in questa suo dipinto, indaga la metafisica del movimento all’interno del tempo. A livello estetico, è evidente il richiamo al mondo arcaico, con forme dal sapore primitivo che formano i due corpi stilizzati, persi in una vorticosa danza cosmica.
Dopo la dichiarazione di guerra dell'agosto 1914, sebbene frequenti circoli anarchici parigini e sia antimilitarista, Kupka si impegna come volontario e si ritrova in prima linea nella Somme, nella stessa compagnia del poeta Blaise Cendrars.
Dopo la guerra, riprende a lavorare su diversi dipinti rimasti incompiuti, continua la sua ricerca sulla luce e il movimento e orienta il suo stile verso una pittura più figurativa. Nel 1921, viene organizzata, presso Povolozky Gallery di Parigi, la sua prima mostra personale. Nel 1923 viene nominato professore di Belle Arti a Praga, ma rifiuta l'incarico, pur sentendosi molto onorato della proposta, e rimane a Parigi assumendo l'incarico di occuparsi degli artisti cechi. Incontra un industriale e collezionista d'arte ceco, Jindřich Waldes, che diventa il suo patrono, nonché uno dei suoi più grandi amici, promuovendo e sostenendo finanziariamente Kupka fino al 1939, anno in cui Waldes, in quanto ebreo, viene arrestato dalla Gestapo e imprigionato per due anni nei campi di concentramento di Dachau e Buchenwald, dove perderà la vita. 
Nel 1923 fu pubblicata la sua opera teorica principale: "La création dans l'art plastique". Il testo, contemporaneo dell'entrata di Kupka nell'astrazione, viene scritto tra il 1910 e il 1913, ed è una riflessione importante sulla natura dell'arte, e sul progetto pittorico del suo autore. È un documento denso e complesso, ormai indispensabile per una buona comprensione dell'evoluzione artistica.
Nel 1931, aderì al gruppo Abstraction-Création, fondato l’anno precedente da Theo van Doesburg, e che includeva, fra gli altri, Jean Arp, Piet Mondrian, Theo van Doesburg, Barbara Hepworth e Vasili Kandinsky.
Nel 1936, il suo lavoro fu incluso nella mostra Cubism and Abstract Art al Museum of Modern Art di New York, e in un'importante mostra con un altro pittore ceco, Alphonse Mucha, al Jeu de Paume di Parigi. Una retrospettiva del suo lavoro ha avuto luogo presso la Galerie Mánes di Praga nel 1946. Lo stesso anno, Kupka ha partecipato al Salon des Réalités Nouvelles, dove ha continuato a esporre regolarmente fino alla sua morte. Durante i primi anni '50, ha ottenuto un riconoscimento generale e ha tenuto diverse mostre personali a New York.
Assieme a Vasili Kandinsk e Piet Mondrian fu tra i pionieri dell’arte astratta in Europa. Kupka sviluppò le sue linee astratte in diversi modi: verticale, forme organiche e movimento lineare. Dagli anni Trenta, quando divenne un membro del gruppo artistico Abstraction-Création, si concentrò sull’astrazione geometrica.
A livello internazionale, František Kupka è il pittore ceco più conosciuto del XX secolo.

## Opere principali

### Prima del 1910: impressionismo e simbolismo
- Vue de Dobruška (1889);
- Le Dernier Rêve de Heine mourant (1893), Národní galerie, Praga;
- Danse macabre (1896), Parigi;
- Nu allongé, Gabrielle, (1898), Národní galerie, Praga;
- L'Argent (1899), Národní galerie, Praga;
- L'Idole noire (1900), Centro Georges Pompidou, Parigi;
- Le Miroir I (1900), Parigi;
- Les Nénuphars (1900), Centro Georges Pompidou, Parigi;
- Ronde de femmes. Sirènes (circa 1900-1905);
- Epona ballade (1901), Centro Georges Pompidou, Parigi;
- Les Cavaliers (1901-1902), Centro Georges Pompidou, Parigi;
- L'Argent, copertina di L'Assiette au beurre, 11 janvier 1902, Parigi;
- La Vague (1902), Národní galerie, Praga;
- Les Joies (1902);
- La Voix du silence (1903), Národní galerie, Praga;
- Deux danseuses, Centro Georges Pompidou, Parigi;
- Portrait de Madame Kupka (1905), Centro Georges Pompidou, Parigi;
- La Gamme jaune (1907), Centro Georges Pompidou, Parigi;
- Femme cueillant des fleurs (1908), Centro Georges Pompidou, Parigi;
- Grand Nu, Centro Georges Pompidou, Parigi;
- Le Rêve (1909);
- Les Touches de piano (1909), Národní galerie, Praga.

### Dopo il 1910: astrazione
- Ordonnance sur verticale (1910), Centro Georges Pompidou, Parigi;
- Plans par couleurs, grand nu (1910), Solomon R. Guggenheim Museum, New York;
- Portrait de famille (1910), Národní galerie, Praga;
- L'Archaïque (1910), Centro Georges Pompidou, Parigi;
- Nocturne (1910), Galerie Louis Carré, Parigi;
- La Primitive (1910-1911), Centro Georges Pompidou, Parigi;
- Autour d'un point (1911), Centro Georges Pompidou, Parigi;
- Madame Kupka parmi les verticales (1911), Museum of Modern Art, New York;
- Disques de Newton (1911-1912), Centro Georges Pompidou, Parigi;
- Localisation de mobiles géométriques (1911), galerie Louis Carré, Parigi;
- Traits noirs enroulés (1911-1912), Centro Georges Pompidou, Parigi;
- Ordonnances sur verticales (1911-1912), Centro Georges Pompidou, Parigi;
- Amorpha, fugue en deux couleurs (1912), Národní galerie, Praga;
- Printemps cosmique (1911-1920), Národní galerie, Praga;
- Plans par couleurs (1911), Centro Georges Pompidou, Parigi;
- La Cathédrale (1912), Museo Kampa, Praga;
- Sons des cloches (1912), Collezione Karl Flinker, Parigi
- Compliment (1912), Centro Georges Pompidou, Parigi;
- Plans verticaux (1912), Centro Georges Pompidou, Parigi;
- Fugue en deux couleurs (1912);
- Plans verticaux (1912-1913), Centro Georges Pompidou, Parigi;
- Ondes (1912-1913), Collezione Karl Flinker, Parigi;
- La Cathédrale (1913-1914), Galerie Louis Carré, Parigi
- Déroulement gris et or (1919), Galerie Louis Carré, Parigi;
- Conte de pistils et d'étamines (1920), Centro Georges Pompidou, Parigi;
- Architecture philosophique (1913-1923), Galerie Louis Carré, Parigi;
- Plans verticaux et diagonaux (1913-1923), Národní galerie, Praga;
- Ligne blanche insistante (1913-1923), Národní galerie, Praga;
- Le Bleu (1913-1924), Národní galerie, Praga;
- Violet et jaune, réminiscence (1921-1924), Centro Georges Pompidou, Parigi;
- Idole (1923), Centro Georges Pompidou, Parigi;
- Ovale noir (1925), Centro Georges Pompidou, Parigi;
- Machinisme (1925), Centro Georges Pompidou, Parigi;
- Traits, plans, espace III (1913-1926) , Centro Georges Pompidou, Parigi;
- Synthèse (1927-1929), Národní galerie, Praga;
- Autour d'un point (1911-1930), Centro Georges Pompidou, Parigi;
- Peinture abstraite (1930-1932), Centro Georges Pompidou, Parigi;
- Trois bleus et trois rouges (1913-1934), Centro Georges Pompidou, Parigi;
- Circulaires et rectilignes (1937), Národní galerie, Praga;
- Série CVI (1935-1946), Národní galerie, Praga;
- Série Contrastes XI (1947), Centro Georges Pompidou, Parigi;
- Évènement intime (1951-1952), Centro Georges Pompidou, Parigi;
- Deux bleus (1956).